# Piotr Naparło
Piotr Szymon Naparło (ur. 18 marca 1996 w Sanoku) – polski hokeista.

## Kariera
- KH Sanok U18 (2011-2012)
- KH Sanok U20 (2012-)
- Ciarko PBS Bank KH Sanok (2013-2015)
  -  UKH Dębica (2014-2015)
- STS Sanok (2015-2016)
- GKS Katowice (2016)
- Nesta Mires Toruń / KH Energa Toruń (2016-2020)

Został uczniem klasy sportowej o profilu: hokej na lodzie w II Liceum Ogólnokształcącym im. Marii Skłodowskiej-Curie w Sanoku. 
Dwukrotnie zdobywał klubowe mistrzostwo juniorów z drużyną z Sanoka, w tym w sezonie 2014/2015 jako kapitan zespołu. Od sezonu Polskiej Hokej Ligi 2013/2014 zawodnik seniorskiego zespołu z Sanoka. Od lipca 2016 zawodnik GKS Katowice. Wkrótce potem, w okresie przygotowawczym do sezonu jego kontrakt został rozwiązany, po czym w sierpniu 2016 Naparło został zawodnikiem Nesty Toruń. W lipcu 2020 ogłosił zakończenie kariery.
W barwach reprezentacji Polski do lat 18 wystąpił na turniejach mistrzostw świata juniorów do lat 18 w 2013, 2014 (Dywizja I). W barwach reprezentacji Polski do lat 20 wystąpił na turnieju mistrzostw świata juniorów do lat 20 w 2016 (Dywizja I).
W trakcie kariery w hokeju na lodzie podjął także występy w Sanockiej Lidze Unihokeja.

## Sukcesy
Klubowe
- Złoty medal XIX Ogólnopolskiej Olimpiady Młodzieży: 2013 (juniorzy młodsi)
- Brązowy medal XX Ogólnopolskiej Olimpiady Młodzieży: 2014 (juniorzy młodsi)
- Złoty medal mistrzostw Polski juniorów: 2014, 2015 z KH Sanok U20
- Złoty medal mistrzostw Polski: 2014 z Ciarko PBS Bank KH Sanok
- Złoty medal I ligi: 2018 z Nestą Mires Toruń

Indywidualne
- XX Ogólnopolska Olimpiada Młodzieży 2014:
  - Najbardziej Wartościowy Zawodnik (MVP) turnieju[9]
- Centralna Liga Juniorów w hokeju na lodzie 2013/2014:
  - Drugie miejsce w klasyfikacji strzelców w fazie play-off: 10 goli
  - Piąte miejsce w klasyfikacji kanadyjskiej w fazie play-off: 15 punktów